# Santissimo Salvatore (Palermo)
Die Chiesa del Santissimo Salvatore (dt.: ‚Kirche des Heiligsten Erlösers‘) ist eine Kirche des Barock am Corso Vittorio Emanuele in Palermo.

## Baugeschichte
Ursprünglich befand sich hier ein von Robert Guiscard 1072 gestiftetes Kloster für Nonnen, die den Heiligen Basilius von Caesarea verehrten. Eine Legende besagt, dass die Tochter von König Roger II. und spätere Ehefrau des Stauferkaisers Heinrich VI., Konstanze von Hauteville, hier Äbtissin gewesen sei.
Ab 1528 wurde die Kirche weitgehend erneuert und nochmals nach einem Entwurf von Paolo Amato zwischen 1681 und 1699 im Stil des sizilianischen Barock überarbeitet. Die Santissimo Salvatore gilt als das Hauptwerk des Architekten.
Für die durch das Erdbeben von 1726 schwer beschädigte Kirche lieferten die Architekten Giacomo Amato und Gaetano Lazzarra den Entwurf für eine neue Kuppel, die vom Maurermeister Simone Marvuglia (dem Vater des berühmten Architekten Giuseppe Venanzio Marvuglia) erbaut wurde.
Die Kirche wurde 1943 während des Zweiten Weltkriegs stark in Mitleidenschaft gezogen. Die Kriegsschäden wurden im Laufe der fünfziger und sechziger Jahren des zwanzigsten Jahrhunderts weitgehend beseitigt. Heute wird die Kirche hauptsächlich als Konzertsaal genutzt.

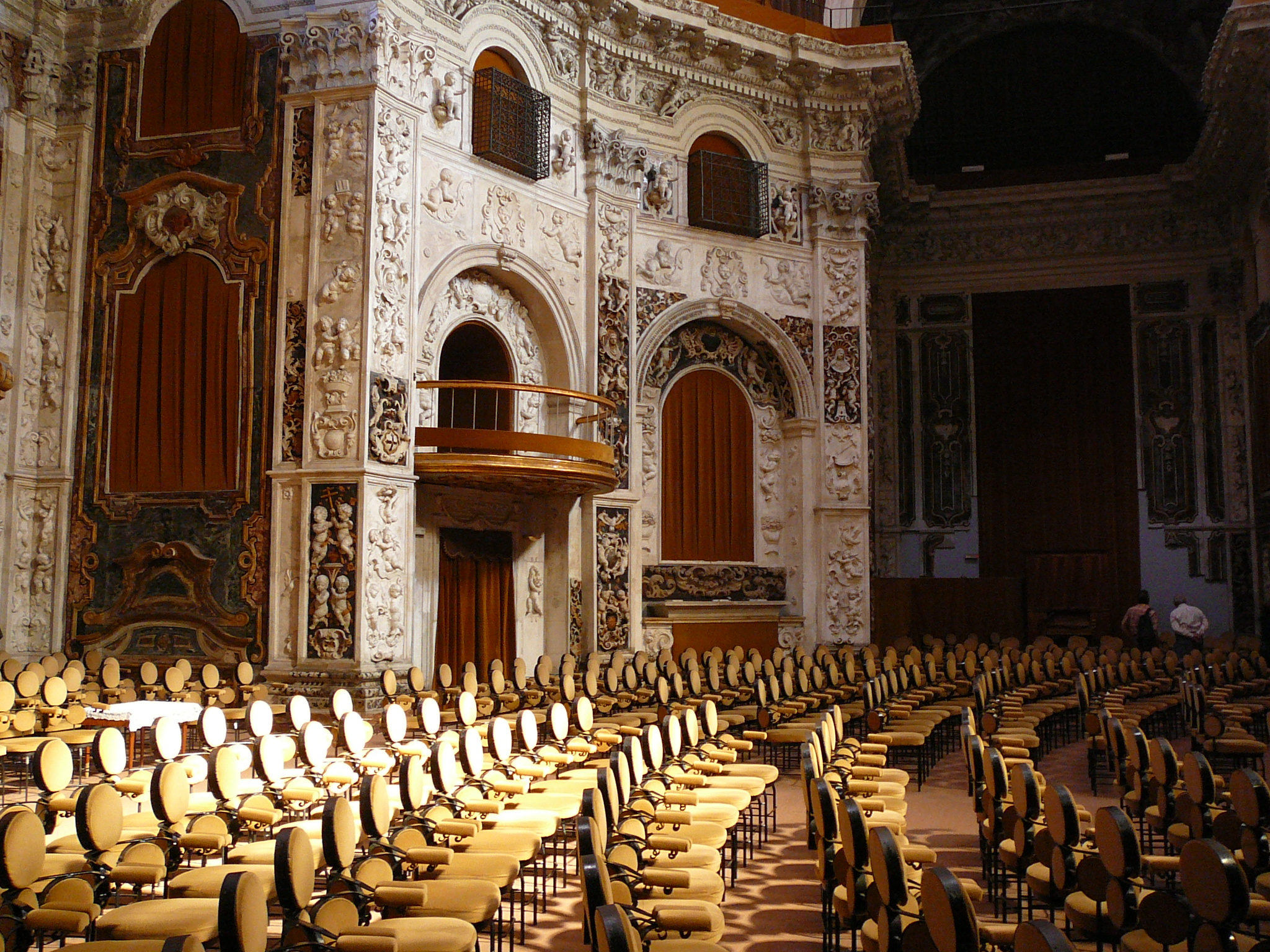
Chiesa Santissimo Salvatore (Palermo)

## Fassade
Die Fassade wird reich durch Pilaster mit korinthischen Kapitellen, Nischen und von Segmentgiebeln überwölbte Fenstern, Gebälk und Balkonen gegliedert. Die aus dem Mauerwerk herausragenden üppigen architektonischen Schmuckelemente werden durch die weiß verputzten Zwischenräume bewusst betont.
Das gekröpfte Gesims ist vollständig mit Agraffen unterlegt. Zwei für Skulpturen angelegte Nischen mit einem Muschelbaldachin und barocker Rahmung sind leer geblieben. Nach oben wird die Fassade durch einen verkröpften Segmentgiebel abgeschlossen, die Fassadenecken werden von Fialen gekrönt.

## Kircheninneres
Der Kirchenraum ist von Amato als Ellipse konzipiert, in die sich ein unregelmäßiges Achteck einfügt, an dem sich quadratische Kapellen und Altäre gruppieren.  Das Innere gliedern Pilaster, die Wände sind mit farbigem Marmor, Fresken und aufwändiger Stuckdekoration mit unzähligen Putten überzogen. Über dem Chor wölbt sich eine mächtige ovale Kuppel mit Doppelkalotte, die mit Fragmenten von einem Fresko „Aus dem Leben des Heiligen Basilius“ (1763) des Malers Vito D’Anna versehen ist.

## Fresken
- Vito D’Anna: Kuppelfresko : “Glorie des Hl. Basilius” 1763–65
- Vito D’Anna: Fresken in der Eingangshalle
- Filippo Tancredi: Kuppelfresken in der Hauptkapelle (1705)